# شهرستان پوشماتاها (اکلاهما)
شهرستان پوشماتاها، اکلاهما (به انگلیسی: Pushmataha County, Oklahoma) یک شهرستان در ایالات متحده آمریکا است که در اکلاهما واقع شده‌است.

## خصوصیات
شهرستان پوشماتاها ۳٬۶۸۵٫۵۷ کیلومترمربع مساحت دارد.